# Li Li
Li Li (2004) es una deportista china que compite en piragüismo en la modalidad de aguas tranquilas. Ganó tres medallas en el Campeonato Mundial de Piragüismo de 2023, oro en C4 500 m y bronce en C1 1000 m y C1 5000 m.

## Palmarés internacional
| Campeonato Mundial | Campeonato Mundial   | Campeonato Mundial | Campeonato Mundial |
| Año                | Lugar                | Medalla            | Competición        |
| ------------------ | -------------------- | ------------------ | ------------------ |
| 2023               | Duisburgo (Alemania) | Medalla de oro     | C4 500 m           |
| 2023               | Duisburgo (Alemania) | Medalla de bronce  | C1 1000 m          |
| 2023               | Duisburgo (Alemania) | Medalla de bronce  | C1 5000 m          |